# Judo under sommer-OL 2016 – 48 kg (damer)
Kvindernes 48 kg konkurrence i judo under sommer-OL 2016 i Rio de Janeiro fandt sted d. 6. august 2016 på Carioca Arena 2.